# Seleção de Futebol de Ellan Vannin
A Seleção de Futebol de Ellan Vannin é a equipe que representa a Ilha de Man em competições de futebol. A seleção não é filiada à FIFA ou a UEFA, e, por isso, não pode disputar a Copa do Mundo ou a Eurocopa. A equipe, entretanto, é filiada à CONIFA.
A seleção disputou a Copa do Mundo CONIFA pela primeira vez em 2014, quando venceu a fase de grupos e alcançou o segundo lugar, após perder a final para o Condado de Nice.

## História

### Formação e primeiros jogos
Formada em 2013, a seleção de Ellan Vannin foi criada pela recém formada Aliança Internacional de Futebol Manx (em inglês: Manx International Football Alliance, MIFA) para se filiar à CONIFA e disputar a Copa do Mundo CONIFA. Ao contrário da Seleção Manesa de Futebol, que é administrada pela Associação de Futebol da Ilha de Man e é composta inteiramente por jogadores da Liga de Futebol da Ilha de Man, independentemente de suas nacionalidades, a seleção de Ellan Vannin só aceita que jogadores que tenham laços com a Ilha de Man joguem por eles.
Após a assinatura de um acordo entre a MIFA e a Associação de Futebol da Ilha de Man que estabelecia uma cooperação entre as duas organizações, a MIFA anunciou que a seleção de Ellan Vannin disputaria contra Mônaco sua primeira partida internacional, jogando em casa no dia 06 de abril de 2014. A partida foi realizada no The Bowl, em Douglas, e terminou com uma vitória da equipe de Ellan Vannin por 10 a 0.

### Entrada na Conifa e Copa do Mundo CONIFA de 2014
A seleção de Ellan Vannin foi convidada para participar da primeira Copa do Mundo CONIFA, na Lapônia em 2014. A equipe se classificou em primeiro na fase de grupos e chegou até a final, mas perdeu nos pênaltis para o Condado de Nice, ficando assim com o segundo lugar.

### Copa Europeia CONIFA de 2015 e Copa do Mundo CONIFA de 2016
Embora a Ilha de Man tenha sido originalmente escolhida para sediar a Copa Europeia CONIFA de 2015 em junho de 2015, problemas logísticos fizeram com que o torneio fosse transferido para o País Sículo. Disputando o torneio, mesmo com uma derrota para a Padânia na fase de grupos, a equipe de Ellan Vannin se classificou para a semifinal, onde foi novamente derrotada pelo Condado de Nice. Com isso, a equipe foi disputar o 3º lugar e, após uma vitória nos pênaltis sobre a Alta Hungria, eles conquistaram a terceira colocação. 
No ano seguinte, a seleção de Ellan Vannin se classificou para a Copa do Mundo CONIFA de 2016, mas a equipe desistiu de participar do torneio após ser aconselhada pelo Ministério do Interior da Inglaterra a não viajar para a Abecásia, onde o torneio seria realizado.

### Copa Europeia CONIFA de 2017, Copa do Mundo CONIFA de 2018 e Expulsão
A equipe voltou a atividade na Conifa em 2017, quando disputou a Copa Europeia CONIFA de 2017, no Chipre do Norte, e terminou em 6º lugar. Mesmo com a sexta colocação, a equipe se classificou para a Copa do Mundo CONIFA de 2018, que foi realizada em Londres (organizada por Barawa). No final de 2017, foi anunciado que a equipe seria a primeira adversária da nova equipe da Seleção de Yorkshire, disputando a partida no dia 28 de janeiro de 2018. Em maio daquele ano, a seleção de Ellan Vannin participou da Copa do Mundo CONIFA de 2018, em Londres. Entretanto, após perderem uma partida para Barawa na fase de grupos, a MIFA protestou contra o suposto uso de um jogador irregular pela seleção de Barawa. Depois que as outras equipes participantes do torneio votaram por rejeitar o apelo da MIFA, a seleção de Ellan Vannin se retirou do torneio e, após várias acusações feitas pela MIFA nas redes sociais contra a CONIFA, a confederação expulsou provisoriamente a seleção de Ellan Vannin da organização no dia 7 de junho de 2018. Ellan Vannin foi reintegrada como membro efetivo na AGO de 2019 da CONIFA, em janeiro de 2019.